# Nevado de Colima
Il Nevado de Colima (4.340 m s.l.m.), è uno stratovulcano, non più in attività, e si trova a soli 5 km dal più attivo vulcano del Messico: il Volcán de Fuego de Colima (3.860 m s.l.m.).
Si trova quasi al limite occidentale della Fascia Vulcanica Trasversale, di cui fa parte, e, nonostante il suo nome, rientra nello Stato di Jalisco. Dal 1936 è stato istituito il Parco Nazionale Nevado de Colima, un'area protetta che comprende i due vulcani contigui.